# Journal for Intelligence, Propaganda and Security Studies
Das Journal for Intelligence, Propaganda and Security Studies (JIPSS) ist seit 2007 eine österreichische halbjährlich erscheinende wissenschaftliche Fachzeitschrift in deutscher und englischer Sprache. Die Zeitschrift wird vom Austrian Center for Intelligence, Propaganda and Security Studies (ACIPSS) am Institut für Geschichte der Universität Graz herausgegeben. Chefredakteur ist Martin Moll, Herausgeber sind Dieter Bacher, Adrian Hänni, Paul Schliefsteiner, Patrick Sensburg und Jeremy Stöhs. Zu den Mitgliedern im Beirat zählt, als einzige Person aus Deutschland, Sven Bernhard Gareis. Die Zeitschrift wurde am 1. Juni 2007 auf der 5. Arbeitstagung des ACIPSS vorgestellt. Die wissenschaftlichen Beiträge kommen aus den drei Bereichen Nachrichtendienste, Propaganda und Sicherheit. Herausgeber der Zeitschrift war von 2007 bis 2018 Siegfried Beer, der 2004 das ACIPSS gegründet und bis 2018 geleitet hat.